# فرانک هالر
فرانک هالر (انگلیسی: Frank Haller; ۶ ژانویهٔ ۱۸۸۳ – ۳۰ آوریل ۱۹۳۹) بوکسور اهل ایالات متحده آمریکا بود.